# Стромболи (пицца)
Стромболи (пицца-рулет; итал. Stromboli) — разновидность пиццы, которая сворачивается рулетом, а затем запекается. Скорее всего, была придумана в Соединенных Штатах в Филадельфии итальянскими иммигрантами, хотя, возможно, имела аналоги в Италии. Считается, что пицца была названа в честь итальянского фильма «Стромболи» или острова Стромболи. Обычно наполняется различными итальянскими сырами (как правило, моцареллой), ветчиной, салями, вяленым мясом (брезаола, capocollo) или овощами. Используемое тесто — итальянское хлебное тесто или тесто для пиццы. В отличие от несколько похожей закрытой пиццы кальцоне, стромболи обычно не содержит томатный соус.

## Приготовление
Стромболи готовят, используя квадратный лист теста, на который раскладывают начинки для пиццы, а затем закатывают в рулон и выпекают. Многие американские пиццерии готовят стромболи сложенную пополам, подобно кальцоне, в форме полумесяца. Иногда в стромболи добавляют соус для пиццы, и её жарят во фритюре, как итальянскую панцеротти, маленькую жареную версию кальцоне.

## Происхождение
Известны несколько версий происхождения названия пиццы стромболи, но все они связаны с одноимённым итальянским островом. Владелец итальянской пиццерии Nazzareno Roman, утверждает, что впервые использовал это название в 1950 году в городке Эссингтон, штат Пенсильвания, недалеко от Филадельфии. Он экспериментировал с «pizza imbottito» или «фаршированной пиццей», используя ветчину, колбасу Котекино, сыр и перец, которые помещал в сложенное кармашком тесто. Его будущий шурин предложил назвать её в честь недавно вышедшего нашумевшего фильма «Стромболи, земля Божья» (действие фильма происходит на итальянском острове Стромболи), известного скандальным закадровым романом актрисы Ингрид Бергман и режиссёра Роберто Росселлини.
В 1954 году Майк Акино из Mike’s Burger Royal из города Спокан, заявил, что он дал блюду собственного изобретения такое же название после того же фильма. Тем не менее, кулинарное изделие Акино, хотя и называется так же, значительно отличается от пиццы-рулета из Филадельфии. «Стромболи» Акино представляет собой скорее бутерброд или сэндвич, который состоит из ветчины капоколло и сыра проволоне на французской круглой булочке, покрытых итальянским соусом чили.
Также существует мнение, что пицца получила своё название в честь вулкана Стромболи, потому что перед выпечкой в тесте делают надрезы, и при выпекании из отверстий «извергается» начинка, которая подобно лаве стекает по стенкам пиццы.